# Douglas Urquhart McGregor
Douglas Urchart McGregor, kanadski letalski častnik, vojaški pilot in letalski as, * 1895, Waterdown, Ontario, † 1953.
Stotnik McGregor je v svoji vojaški službi dosegel 12 zračnih zmag.

## Življenjepis
Med prvo svetovno vojno je bil sprva pripadnik Kraljevega letalskega korpusa, nato pa je prestopil v Kraljevo vojno letalstvo.

## Odlikovanja
- Vojaški križec